# Osebakken Station
Osebakken Station (Osebakken stoppested) var en jernbanestation på Vestfoldbanen og Bratsbergbanen, der lå i Porsgrunn kommune i Norge.
Stationen åbnede som trinbræt 9. april 1883 og blev opgraderet til holdeplads 4. juni samme år. Den blev nedgraderet til trinbræt 1. juni 1964 og nedlagt 28. maj 1978.
Stationsbygningen var en billetkiosk, der blev opført i 1883. Den blev revet ned i 1985.